# Karl Dietz Verlag Berlin

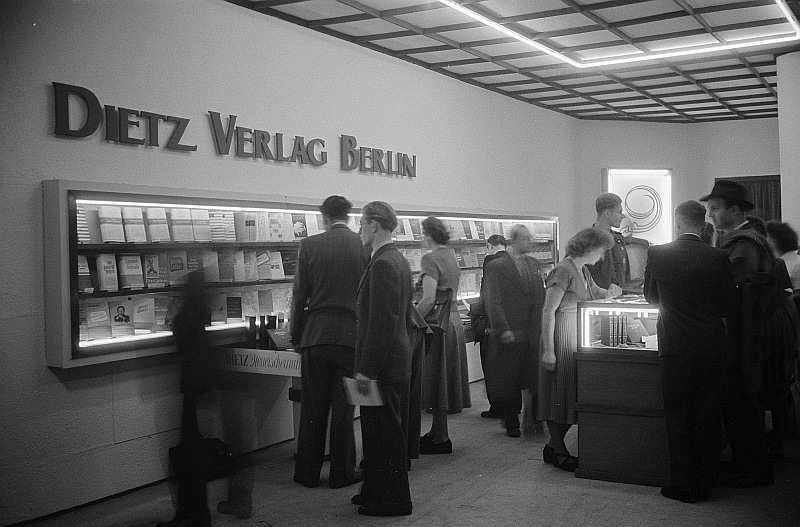
Messestand in Leipzig, 1951

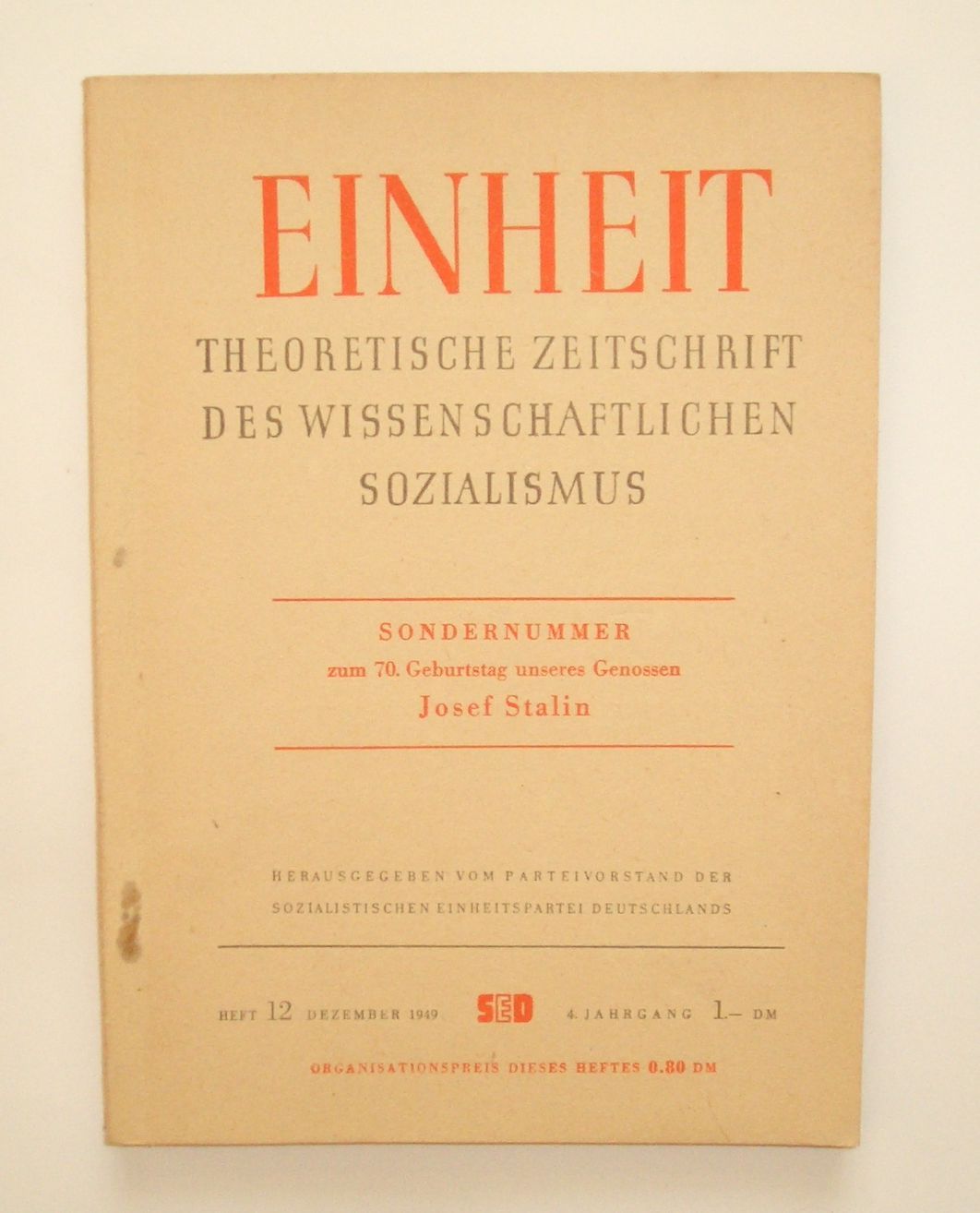
Sondernummer der von Dietz verlegten SED-Zeitschrift Einheit zu Stalins 70. Geburtstag, Dezember 1949

Der Karl Dietz Verlag Berlin wurde 1946 gegründet und ging aus den Verlagen Neuer Weg und Vorwärts hervor. Er nannte sich zu Beginn J. H. W. Dietz Nachf. GmbH. Später wurde er auf Grund eines Rechtsstreits lange Jahre als Dietz Verlag geführt. Seit dem 1. Januar 1999 trägt der Verlag den Namen Karl Dietz Verlag Berlin GmbH. Wichtige Werkausgaben des Verlags sind die Marx-Engels-Werke und die Schriften von Rosa Luxemburg. Verlagssitz ist das Verlagsgebäude Neues Deutschland.
Der Verlag ist nicht mit dem Verlag J.H.W. Dietz Nachf. Bonn zu verwechseln.

## Geschichte
Am 18. Juni 1946 wurde der Verlag J. H. W. Dietz Nachfolger von Alfred Oelßner und Richard Weimann im Auftrag der SED gegründet, um an den von Johann Heinrich Wilhelm Dietz zum Jahreswechsel 1881/1882 im Auftrag der Sozialdemokratischen Partei Deutschlands gegründeten Dietz-Verlag anzuknüpfen. Diesen Privatmann und SPD-Angehörigen hatte die Partei zum Schein mit der Führung des Parteiverlages unter seinem Namen beauftragt, da es der SPD in der Zeit der Sozialistenverfolgung unter Bismarck nicht möglich war, eigene Verlage zu besitzen. Dietz verlegte im 19. und Anfang des 20. Jahrhunderts Bücher von deutschen Autoren der Arbeiterbewegung wie Karl Marx, Rosa Luxemburg, Wilhelm Liebknecht und Friedrich Engels und vielen anderen.
Der Politiker Kurt Schumacher legte daraufhin für die SPD gegen diesen Verlagsnamen Einspruch ein, da man den traditionsreichen sozialdemokratischen Verlagsnamen von der SED widerrechtlich angeeignet sah. Das Registergericht lehnte dreimal eine Eintragung des Verlages aufgrund der Regelung ab, dass bei Neugründungen nicht der Name eines Nichtgesellschafters genutzt werden darf. Deshalb gründete die SED am 19. August 1947 mit Karl Dietz, dem Verlagsleiter des Greifenverlages zu Rudolstadt, sowie der VOB Zentrag als Gesellschafter die Dietz Verlag GmbH mit Sitz in Berlin. Verlagsleiter waren Fritz Schälike (1946–1962) und Günter Hennig (1962–1990). Im Dietz-Verlag erschienen die wichtigsten ideologischen Werke der SED, die Werke von Karl Marx und Friedrich Engels, Lenin und das SED-Theorieorgan Einheit, aber u. a. auch 1948 Die Balladen und Songs des Walter Steinbach.
Der Dietz-Verlag war der zentrale Parteiverlag der SED und organisatorisch an deren Zentralkomitee (ZK) angegliedert. Die Publikationen unterstanden der ideologischen Anleitung und Kontrolle durch die Abteilung Propaganda, aber auch andere Abteilungen und Kommissionen des ZK sowie weitere Parteiinstitutionen wie das Institut für Marxismus-Leninismus beim ZK der SED, die Parteihochschule oder die Akademie für Gesellschaftswissenschaften beim ZK der SED beeinflussten das Verlagsprogramm, damit es der offiziellen Parteilinie entsprach.
Im Jahr 1975 sind 6000 Titel im Verlag erschienen, bei einer Gesamtauflage von fast 300 Millionen Büchern sowie Broschüren. Bis Ende der 1980er Jahre waren 40 Bände der Marx-Engels-Gesamtausgabe im Verlag veröffentlicht worden. 1989 kam es zu einem massiven Einbruch des Buchabsatzes. 1993 waren nur noch acht von ehemals 200 Mitarbeitern im Verlag angestellt.
Nach der deutschen Wiedervereinigung klagten die PDS und der Dietz Verlag beim Verwaltungsgericht Berlin gegen die Liquidation des Verlags und für eine Entlassung aus der Treuhandanstalt, die daraufhin am 28. Februar 1994 erfolgte. In einem Vergleichsverfahren des Verwaltungsgerichts wurde gegen die Zahlung einer Auslösesumme von 254.000 DM, d. h. sämtlicher Barmittel des Verlags, die PDS Hauptgesellschafterin des Verlages. Am 22. April 1997 kam es erneut zu einer Klage wegen der Verwechslungsgefahr mit dem SPD-nahen Verlag J. H. W. Dietz Nachfolger GmbH Bonn. 1998 einigte man sich darauf, den Namen Karl – von Karl Dietz  – in den Namen des Berliner Verlages aufzunehmen, sodass der Name des Verlages seitdem Karl Dietz Verlag Berlin lautet.
Die Rosa-Luxemburg-Stiftung machte 1999 den Dietz-Verlag zu ihrem Hausverlag, seit 2007 wird der Verlag von der Stiftung verwaltet. Die Marx-Engels-Werke sind seit 2009 wieder vollständig lieferbar und wurden 2017 mit dem Band 44 fortgeführt. Außerdem werden die Bände nach und nach überarbeitet. Ingo Stützle ist seit 2019 für die Edition der Marx-Engels-Werke zuständig. Seit 2016 erschienen im Verlag die Gesammelten Schriften Paul Levis, ediert von Jörn Schütrumpf. 2022 wurde die Reihe abgeschlossen. Sabine Nuss war seit 2017 bis 2023 die Geschäftsführerin des Verlages. Ebenfalls 2017 wurde Martin Beck neuer Leiter des Verlages. Es wurden zwei neue Buchreihen eröffnet, Analysen und Theorien.
Im Mai 2025 gab der Verlag bekannt, dass im Verlaufe des Jahres alle Bände der MEW im Rahmen einer Onlineedition frei zugänglich gemacht werden. Dies umfasst auch alle neueren Ausgaben und deren Vorworte ab 2006 sowie den noch erscheinenden Band 45. Die neu überarbeitete und nachgedruckten Bände erscheinen fortan als Paperback. Im Juli 2025 war die MEW wieder vollständig lieferbar.